# Dăbravino, Varna
Dăbravino (în bulgară Дъбравино) este un sat în comuna Avren, regiunea Varna,  Bulgaria. 

## Demografie
Componența etnică a satului Dăbravino
     Turci (66,8%)
     Bulgari (29,62%)
     Nicio identificare (2,42%)
     Altele (1,49%)
La recensământul din 2011, populația satului Dăbravino era de 1.404 locuitori. Din punct de vedere etnic, majoritatea locuitorilor (66,8%) erau turci, cu o minoritate de bulgari (29,62%). Pentru 2,42% din locuitori nu este cunoscută apartenența etnică.